# Hans Diekmann
Hans Diekmann (* 25. April 1938 in Lohne (Oldenburg)) ist ein deutscher Kommunalpolitiker (CDU) und war ehrenamtlicher Bürgermeister der Stadt Lohne (Oldenburg). Seit Dezember 2011 ist er Ehrenbürger der Stadt Lohne.

## Politische Karriere
Von 1991 bis 2001 übte Hans Diekmann das Amt des Bürgermeisters und von 2001 bis 2011 das Amt des stellvertretenden Bürgermeisters der Stadt Lohne in Niedersachsen aus. Er war langjähriges Mitglied des Lohner Stadtrates.

## Ehrungen und Auszeichnungen
- Medaille d’Honneur de la Ville de Rixheim[1]
- Ehrenbürger der Stadt Lohne[2][3]
- Ehrenmajor des Schützenvereins Lohne